# Bezirk Arlesheim
Der Bezirk Arlesheim ist einer von fünf Bezirken im Schweizer Kanton Basel-Landschaft. Der Hauptort ist Arlesheim.

## Geografie
Der Bezirk Arlesheim liegt südöstlich der Stadt Basel und umfasst das untere Leimental und den Unterlauf der Birs, das sogenannte Birseck. Mit rund 150'000 Einwohnern ist der Bezirk Arlesheim der bevölkerungsstärkste Bezirk des Kantons Basel-Landschaft und zählt grossmehrheitlich zur Agglomeration der Stadt Basel.

## Verkehr
Der Bezirk Arlesheim ist durch das Tram- und Busnetz der BLT und die Jurabahn an den öffentlichen Verkehr angebunden.
Über die Schnellstrasse A18 ist auch der Anschluss an die Autobahn A2 in Muttenz sichergestellt.

## Politische Gemeinden
Zum Bezirk Arlesheim gehörten Anfang 2009 15 politische Gemeinden, wovon deren 8 mit über 10'000 Einwohnern von der Grösse her als Städte zu betrachten sind.
| Wappen       | Name der Gemeinde | Einwohner (31. Dezember 2023) | Fläche in km² | Einwohner pro km² |
| ------------ | ----------------- | ----------------------------- | ------------- | ----------------- |
| Aesch        | Aesch (BL)        | 10'745                        | 7,40          | 1452              |
| Allschwil    | Allschwil         | 22'110                        | 8,89          | 2487              |
| Arlesheim    | Arlesheim         | 9385                          | 6,93          | 1354              |
| Biel-Benken  | Biel-Benken       | 3552                          | 4,12          | 862               |
| Binningen    | Binningen         | 15'664                        | 4,46          | 3512              |
| Birsfelden   | Birsfelden        | 10'338                        | 2,51          | 4119              |
| Bottmingen   | Bottmingen        | 6995                          | 2,99          | 2339              |
| Ettingen     | Ettingen          | 5618                          | 6,32          | 889               |
| Münchenstein | Münchenstein      | 12'304                        | 7,19          | 1711              |
| Muttenz      | Muttenz           | 18'234                        | 16,65         | 1095              |
| Oberwil      | Oberwil (BL)      | 11'498                        | 7,89          | 1457              |
| Pfeffingen   | Pfeffingen        | 2387                          | 4,89          | 488               |
| Reinach      | Reinach (BL)      | 20'258                        | 6,97          | 2906              |
| Schönenbuch  | Schönenbuch       | 1456                          | 1,35          | 1079              |
| Therwil      | Therwil           | 10'068                        | 7,66          | 1314              |
| Total (15)   | Total (15)        | 160'612                       | 96,22         | 1669              |

## Veränderungen im Gemeindebestand

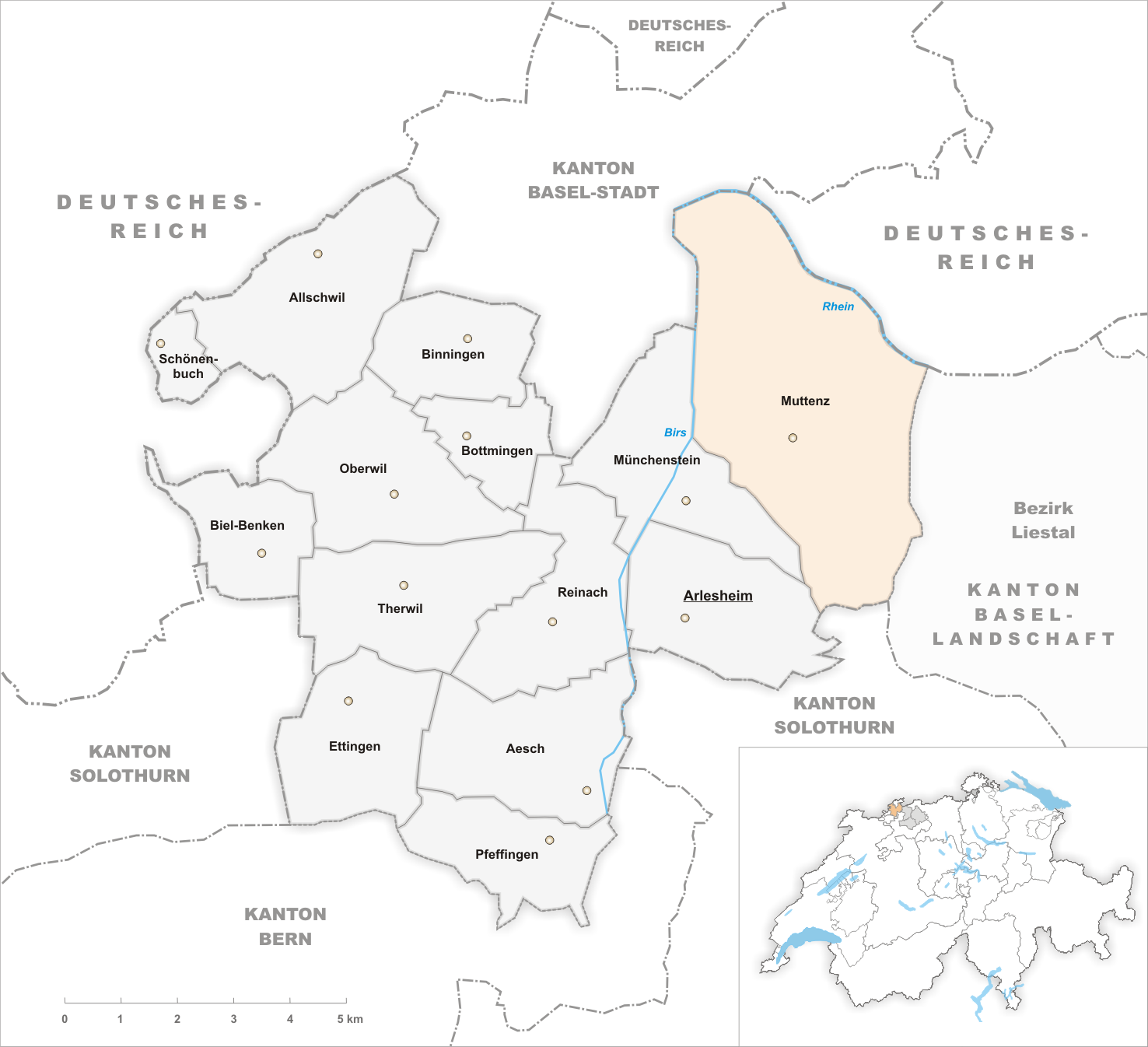
Gemeinden bis 1873
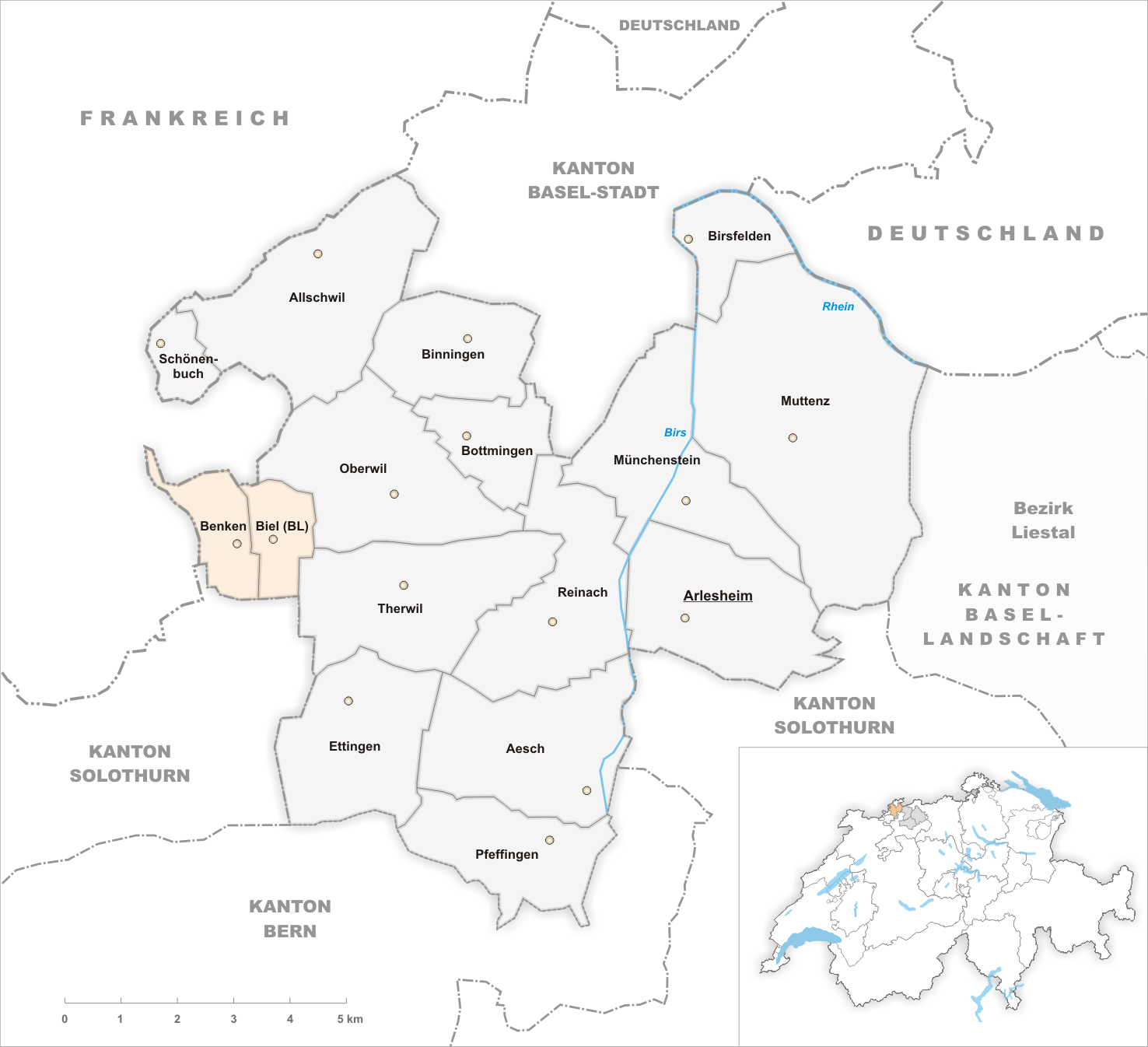
Gemeinden bis 1971

- 1874: Abspaltung von Muttenz → Birsfelden
- 1972: Fusion Biel, Benken → Biel-Benken